# آرثر غوبوت
آرثر غوبوت هو محامي وقاضي وسياسي كندي، ولد في 13 ديسمبر 1872 في لامبتون في كندا، وتوفي في 12 مارس 1932 في سان جورجس في كندا. نشط حزبياً في حزب كيبيك الليبرالي. وقد انتخب عضو الجمعية الوطنية في كيبك ‏.